# Селюченко Олександра Федорівна
Олекса́ндра Фе́дорівна Селюче́нко (* 6 травня 1921, Опішня — † 23 червня 1987, Опішня) — українська керамістка, народна майстриня, Заслужений майстер народної творчості УРСР, членкиня Національної спілки художників України.

## Біографія
Народилась у родині опішнянських гончарів, тому з дитинства залучалася до роботи з глиною.
Закінчила семирічну загальноосвітню школу та дворічну керамічну школу при заводі. На деякий час виїздила з Опішні, а по поверненні влаштувалась на завод «Художній керамік» ліпницею, де працювала до виходу на пенсію.
Все життя прожила неодруженою.

## Творчий доробок
Олександра Селюченко була неперевершеною майстринею глиняної іграшки. Її спадщина налічує понад 1000 творів кераміки, а також 300 аркушів замальовок орнаменту.
Активно почала працювати з 1949 року після Всеукраїнської виставки дитячої іграшки в Києві, де її вироби зайняли призове місце.
Серед її доробку велика кількість анімалістичних фігурок: баранці, пташки, козлики та багато інших тварин. Деякі її роботи: «Квочка», «Баранець», «Вакула та чорти» — усі 1969 р., багатофігурні композиції «Баба Параска і баба Палажка», «Лисиця і Півень», «Леви» — 1967—1969 рр. та ін.
Мисткиня брала сюжети з життя — залицяння, сватання, весілля, весільні свати, дівчата у віночках, колядники, матері-берегині. Всі вони наділені веселим характером, одягнені в яскраві традиційні костюми. Дуже переймалась за подальшу долю своїх виробів:
|  | «…Як їх довезуть? Розхвилювалася, наче дітей вирядила. Тиск піднявся, голова болить. Рідні ви мої, поїхали з дому навіки, у люди поїхали. Яка доля їх там спіткає? Поїхали бики, і весілля поїхало, а ті три мандрівники пішли пішки. Гляну де вони стояли, а там пустота» |

## Нагороди
Олександра Селюченко відзначена званням Заслуженого майстра народної творчості України, а також великою кількістю подяк, грамот, дипломів.

## Пам'ять
У будинку Олександри Селюченко в Опішні по вул. Губаря, 29 був створений Меморіальний музей-садиба, де й досі зберігаються глиняні іграшки, інструменти, речі повсякденного вжитку, які оточували майстриню за життя. Інститут керамології, який є відділенням Інституту народознавства НАН України, займається вивченням спадщини народної майстрині.
Меморіальний музей-садиба славетної гончарки Олександри Селюченко почав функціонувати в 1988 році на правах відділу Музею гончарства в Опішному. Після смерті народного майстра в недоторканому вигляді був збережені подвір'я, надвірні споруди, інтер'єр житла, предмети побуту та творчі роботи.
У фондах музею зберігаються 1095 глиняних творів Олександри Селюченко. Гончарна бібліотека прийняла на зберігання особисту бібліотечку: книги, журнали, каталоги, буклети, листи, щоденники, спогади та фотографії.
На стіні гончарської слави будинку Кричевського-Лебіщака встановлено меморіальну дошку, присвячену Олександрі Селюченко.
Кожні п'ять років, в день народження Олександри Селюченко, відбуваються Селюченківські читання (1991, 1996, 2001, 2006). Участь у них беруть керамологи, музеології, народні майстри-гончарі, художники-керамісти, представники творчих спілок.